# Права порядкова топологія
Пра́ва поря́дкова тополо́гія —  топологія на лінійно впорядкованій множині {\displaystyle X}, породжена множинами вигляду {\displaystyle S_{a}} =  {{\displaystyle x} ∈ {\displaystyle X}| {\displaystyle x} > {\displaystyle a}}, {\displaystyle a} ∈ {\displaystyle X}.

## Визначення
Якщо {\displaystyle X} — лінійно впорядкована множина, тоді топологія, породжена базисними множинами вигляду {\displaystyle S_{a}=\{x\in X|x>a\},\ a\in X}, називається правою порядковою топологією на {\displaystyle X}. Ліва порядкова топологія визначається аналогічним чином, використовуючи множини {\displaystyle P_{a}=\{x\in X|x<a\},\ a\in X}.

## Властивості
- Для будь-якої точки {\displaystyle a\in X} кожен елемент {\displaystyle x<a} є граничною точкою для {\displaystyle \{a\}}, звідки замикання будь-якої непорожньої відкритої множини є весь простір {\displaystyle X}, і кожна права порядкова топологія є слабко зліченно компактною.
- {\displaystyle X} є гіперзв’язним і ультразв’язним, а отже лінійно зв’язним, локально зв’язним та псевдокомпактним.
- {\displaystyle X} локально компактний, але він є компактним тоді і тільки тоді, коли він містить перший елемент. Але оскільки замикання будь-якої відкритої множини є весь простір, то {\displaystyle X} є сильно локально компактним тоді і тільки тоді, коли {\displaystyle X} компактний.
- Якщо {\displaystyle x} < {\displaystyle y}, тоді {\displaystyle S_{x}} є відкритим околом {\displaystyle y}, який не містить {\displaystyle x}. Звідси {\displaystyle X} є {\displaystyle T_{0}}-простором, але не {\displaystyle T_{1}}-простором. Таким чином, він не є {\displaystyle T_{2}}, {\displaystyle T_{3}} чи {\displaystyle T_{3{\frac {1}{2}}}}-простором. Але {\displaystyle X} є {\displaystyle T_{4}} і {\displaystyle T_{5}}-простором.
- {\displaystyle X} не є досконалим {\displaystyle T_{4}}-простором, оскільки єдина відкрита множина, яка містить будь-яку замкнену множину, є {\displaystyle X}.
- Особливим випадком є права порядкова топологія на множині {\displaystyle \mathbb {R} } всіх дійсних чисел. Позначимо цей простір {\displaystyle (\mathbb {R} ,{\mathcal {T}})}. Тоді {\displaystyle (\mathbb {R} ,{\mathcal {T}})} задовольняє другу аксіому зліченності, оскільки {\displaystyle \{S_{r}\}_{r\in Q}} є зліченною базою для {\displaystyle {\mathcal {T}}}. Таким чином, {\displaystyle (\mathbb {R} ,{\mathcal {T}})} ліндельофів, і тому не зліченно компактний, оскільки не є компактним. Але оскільки {\displaystyle (\mathbb {R} ,{\mathcal {T}})} є і локально компактним, і ліндельофовим, він {\displaystyle \sigma }-компактний.
- Кожна множина {\displaystyle P_{r}=\{x\in R|x<r\}} є ніде не щільною в {\displaystyle (\mathbb {R} ,{\mathcal {T}})}, тому {\displaystyle \mathbb {R} }, який дорівнює {\displaystyle \cup P_{r}}, є простором першої категорії. Але кожна {\displaystyle P_{r}} є щільною в собі.
- Відкрите покриття {\displaystyle \{S_{n},n\in \mathbb {Z} \}} простору {\displaystyle \mathbb {R} }, не має точково скінченного вписаного покриття, тому {\displaystyle (\mathbb {R} ,{\mathcal {T}})} не є зліченно метакомпактним.
- Будь-яка скінченна множина в {\displaystyle (\mathbb {R} ,{\mathcal {T}})} має безліч граничних точок, але не {\displaystyle \omega }-граничних точок (точок накопичення). Таким чином, якщо ми додамо до скінченної множини її {\displaystyle \omega }-граничні точки, ми не отримаємо замкнену множину.